# Trofeo Matteotti 1995
Il Trofeo Matteotti 1995, cinquantesima edizione della corsa, si svolse il 25 giugno 1995 su un percorso di 246,5 km, con partenza e arrivo a Pescara, in Italia; la corsa fu valida anche come campionato nazionale italiano in linea (ottantacinquesima edizione). La vittoria fu appannaggio di Gianni Bugno, che completò il percorso in 6h04'36", alla media di 40,565 km/h, precedendo i connazionali Paolo Lanfranchi e Andrea Tafi.

## Ordine d'arrivo (Top 10)
| Pos. | Corridore           | Squadra                 | Tempo    |
| ---- | ------------------- | ----------------------- | -------- |
| 1    | Gianni Bugno        | MG Maglificio-Technogym | 6h04'36" |
| 2    | Paolo Lanfranchi    | Brescialat              | s.t.     |
| 3    | Andrea Tafi         | Mapei-GB                | s.t.     |
| 4    | Gianni Faresin      | Lampre-Panaria          | s.t.     |
| 5    | Francesco Secchiari | Navigare-Blue Storm     | s.t.     |
| 6    | Gilberto Simoni     | Aki-Gipiemme            | a 0'03"  |
| 7    | Angelo Lecchi       | Brescialat              | a 0'16"  |
| 8    | Fabrizio Bontempi   | Brescialat              | s.t.     |
| 9    | Francesco Frattini  | Gewiss-Ballan           | s.t.     |
| 10   | Antonio Fanelli     | Amore & Vita-Galatron   | s.t.     |